# Rikard Kraus
Rikard Kraus (Rikardo) (Zagreb, 19. studenoga 1885. — Zagreb, 2. prosinca 1952.), hrvatski prirodoslovac

## Životopis
Rođen u Zagrebu, gdje je završio Klasičnu gimnaziju 1904. godine i počeo studirati zoologiju i mineralogiju na Mudroslovnom fakultetu. Nakon tri godine nastavio je studirati u Beču. Tijekom studija bio je u geološko-paleontološkom odjelu Narodnoga muzeja u Zagrebu. Godine 1911. promaknut je u doktora filozofije. Doktorirao na cefalopodima ljušturnoga vapnenca Volujka kraj Gacka. Namjesni učitelj u gimnaziji u Mitrovici od 1912., sljedeće godine u Sarajevu privremeni pristav Zemaljskoga geološkoga zavoda, a nakon godine dana u Senju namjesni učitelj. Profesorski ispit položio je 1914. godine. Od 1915. pravi učitelj u Senju.
Od 1918. profesor u realnoj gimnaziji u Senju. God. 1920. je u Križevcima predavač u gimnaziji i srednjoj gospodarskoj školi. Od 1924. je u Zagrebu gdje je bio profesor u realnoj gimnaziji, klasičnoj gimnaziji, u Nadbiskupskoj velikoj gimnaziji. Godine 1930. sastavio je priručnik o ljekovitim biljkama s opisom i uputama kako ih skupiti, osušiti, spremiti i uzgajati. Bio je upravitelj Posebničke klasične gimnazije franjevaca konventualaca 1944. godine. U mirovini od 1946. godine.